# Tatton Sykes (4e baronnet)
Tatton Sykes, 4e baronnet (1772–1863) est un propriétaire terrien anglais et un éleveur, connu comme un passionné des courses de chevaux.

## Biographie
Frère cadet de Mark Masterman-Sykes, il fait ses études à partir de 1784 à la Westminster School puis au Brasenose College, à Oxford, le 10 mai 1788, où il passe plusieurs trimestres. Pendant quelques années, il est stagiaire chez Atkinson & Farrar, avocats à Lincoln's Inn Fields ; puis est employé pendant une période dans une banque à Kingston upon Hull.
À la mort de son frère aîné le 16 février 1823, Sykes lui succède comme quatrième baronnet et s'installe à Sledmere House, près de Malton. Il consacre son temps à l'agriculture, à l'élevage et à la chasse au renard. En appliquant des os comme fumier, il améliore la valeur des domaines Wold appartenant à sa famille, nourrissant des moutons et cultivant du maïs là où cela avait été impossible auparavant.
Pendant 40 ans, Sykes est un maître des foxhounds, chassant le pays de Spurn Point à Coxwold et payant toutes les dépenses du chenil. Il est également un boxeur expert, entraîné par Gentleman Jackson et Jem Belcher.

## Éleveur de chevaux

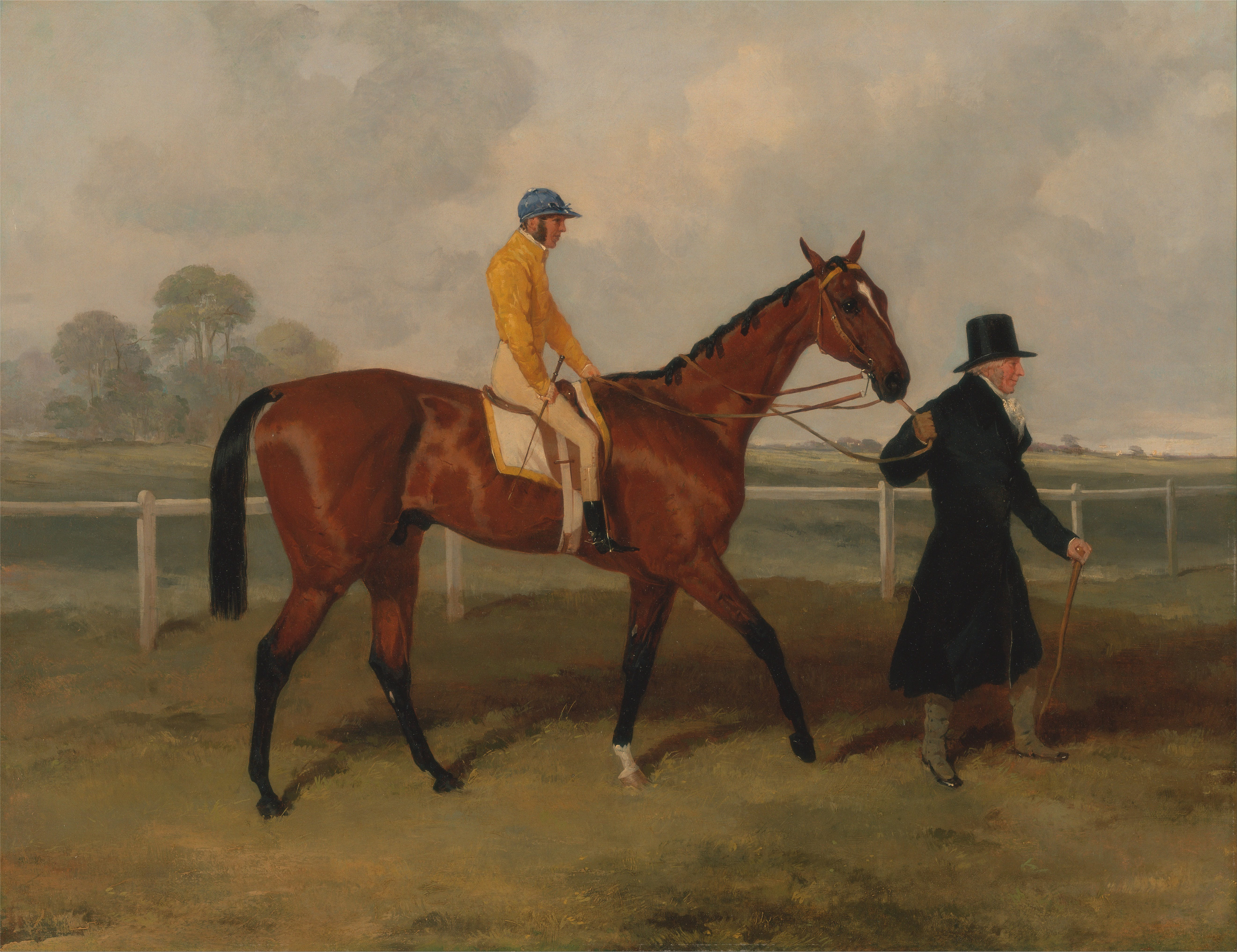
Le cheval Sir Tatton Sykes, en 1846

Pendant son séjour à Londres, Sykes marche de Londres à Epsom pour voir le Derby en 1791; et l'année suivante, il est descendu pour voir John Bull gagner. Son nom apparaît pour la première fois dans le calendrier des courses en tant que propriétaire de chevaux de course en 1803, lorsque son Télémaque a couru à Middleham, dans le Yorkshire. En 1805, il monte son propre cheval Hudibras à Malton, Yorkshire, et remporte la course. Pendant vingt ans après cela, il a de temps en temps gardé quelques chevaux à l'entraînement à Malton, principalement dans le but de les monter lui-même dans des courses pour gentlemen riders. Ses couleurs étaient orange et violet, et la dernière fois qu'il les a portées sur un cheval gagnant, c'était en 1829, quand sur All Heart et No Peel, il remporte la Welham Cup à Malton .
Sykes est l'un des plus grands éleveurs de chevaux de courses du royaume. Pour une partie de son stock, il a payé des prix élevés; pour Colsterdale, il a payé treize cents guinées et pour Fandango à Doncaster en 1860, 3 000 £. Son haras comptait deux cents chevaux et juments: il a élevé Gray Momus, The Lawyer, St. Giles, Gaspard, Elcho, Dalby et Lecturer. Ses ventes annuelles ont été bien suivies et son stock a atteint des prix élevés .
Sykes a 74 ans en 1846 lorsqu'il conduit le cheval de William Scott - appelé après lui, Sir Tatton Sykes - un vainqueur des St. Leger Stakes. Sa dernière visite à Doncaster a lieu en 1862, pour voir son soixante-quatorzième St. Leger. Il meurt à Sledmere le 21 mars 1863 et est enterré le 27 mars en présence de trois mille personnes. Un portrait de lui est peint par Thomas Lawrence en 1805, et un autre par Francis Grant en 1848 .

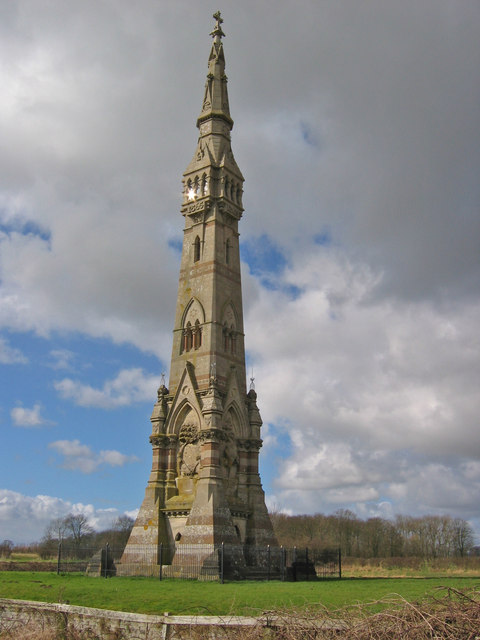
Mémorial à Cowlam à Sir Tatton Sykes, érigé par suscription publique

En 1803, il commence l'élevage de moutons en achetant dix Bakewell purs au troupeau de M. Sanday à Holmepierrepoint. Jusqu'à près de quatre-vingts ans, il se rendait chaque année en juin dans les Midlands pour assister aux ventes de stocks de Burgess, Buckley et Stone. En septembre 1861, il organise sa cinquante-huitième et dernière vente annuelle de moutons.

## Famille
Sykes épouse, le 19 juin 1822, Mary Anne, seconde fille de Sir William Foulis. Elle est décédée le 1er février 1861, laissant Sir Tatton Sykes (5e baronnet) (père de Mark Sykes), Christopher Sykes (en) de Brantingham Thorpe, député de l'East Riding of Yorkshire, et six filles . Sa fille, Katherine Lucy Sykes, épouse l'hon. Thomas Grenville Cholmondeley (né le 4 août 1818, décédé le 9 février 1883) .